# Horace Pierce
Horace Towner Pierce (* 23. Oktober 1916 in Meeker, Colorado; † 5. März 1958 in Albuquerque, New Mexico) war ein US-amerikanischer Künstler, bekannt für seine biomorphen, nicht-gegenständlichen Gemälde, Illustrationen und Filme.

## Leben
Horace Pierce wuchs in einer Familie mit einer Quäker-Stiefmutter und einem Vater, der als Forschungschemiker tätig war, auf. 1925 zog die Familie nach Baltimore, Maryland, wo Pierce kurzzeitig das Maryland Institute of Art besuchte. 1936 reiste er nach Taos, New Mexico, um bei Emil Bisttram an der Taos Art School zu studieren, die für ihre meditationsinspirierten Lehrmethoden bekannt war. Dort lernte er Florence Miller kennen, die er später heiratete. Gemeinsam traten sie 1938 der Transcendental Painting Group (TPG) bei, einer Künstlervereinigung, die sich der Förderung der nicht-gegenständlichen Malerei widmete.

## Werk
Horace Pierce spezialisierte sich auf biomorphe, nicht-gegenständliche Malerei und war auch als Illustrator und Filmemacher tätig. Seine Arbeiten wurden in bedeutenden Museen wie dem Museum of Modern Art (MoMA) in New York ausgestellt. 